# Carpazi Orientali
I Carpazi Orientali costituiscono la parte orientale della catena montuosa dei Carpazi ed una provincia nella suddivisione della catena montuosa.
I Carpazi Orientali sono a loro volta suddivisi in Carpazi Orientali Esterni e Carpazi Orientali Interni.
Il confine geologico tra Carpazi Occidentali e Orientali è approssimativamente lungo la linea (da sud a nord) che passa per le città di: Michalovce - Bardejov - Nowy Sącz - Tarnów.